# Dávid Hancko
Dávid Hancko, född 13 december 1997, är en slovakisk fotbollsspelare som spelar för Feyenoord. Han representerar även det slovakiska landslaget.

## Karriär
Den 22 augusti 2022 värvades Hancko av Feyenoord, där han skrev på ett fyraårskontrakt.